# Джек Джонсон (боксер)
Джон Артур Джонсон (англ. John Arthur Johnson, більш відомий як Джек Джонсон, англ. Jack Johnson; 31 березня 1878, Ґалвестон, Техас, США — 10 червня 1946, Ралі, США) — американський боксер-професіонал, перший чорношкірий чемпіон світу в супервеликій вазі. Ім'я Джонсона перше в списку кращих боксерів того часу, по версії відомого діяча боксу американця Ната Флейшера.
Був одружений чотири рази, всі чотири дружини були білими.
На його честь в 1971 році Майлз Девіс записує альбом «Tribute To Jack Johnson». В кінці альбому актор Брок Пітерс, відтворює голос Джека Джонсона, заради якого й записували альбом, промовляє: «Я — Джек Джонсон, світовий чемпіон у важкій вазі! І я чорний!»

## Біографія
Джек Артур Джонсон народився в останній день березня 1878 року в Галвестоні, штат Техас. Виходець з бідної афроамериканської сім'ї, був змушений працювати з раннього віку то в доках, то посудомийником. Будучи підлітком, втік з дому і жив самостійно.

## Професійна кар'єра
Перед тим, як захопитися спортом він поміняв багато робіт, але як тільки він познайомився зі світом боксу, стало ясно що це його стихія.
Про його перші бої мало що відомо, хоча він вийшов на ринг вже в 16 років. Джека прозвали «Гігант з Галвестона», а його вболівальники-афроамериканці називали його — «Маленький Артур» і «Артурчик». Він тоді важив близько 88 кг, при цьому його зріст становив 186,5 см. Маленький Артур мав прямо ведмежу силу при відверто котячій спритності.
Його кар'єра спочатку носила хаотичний характер, поки він в повній мірі не опанував мистецтвом боксу. Найбільше він наголошував на тактиці атак і на таємній обороні.
До 1906 року, коли у великій вазі перемагав канадський боксер Томмі Бернс, який до того переміг Марвіна Харта, Джек Артур Джонсон вже провів більше 50 зустрічей, при цьому всього три рази програв. Джонсон переміг таких сильних суперників, як Френк Чайлз, Джордж Гарднер, Сем Маквей, Джо Жанетт, Джим Флінн і екс-чемпіон світу Боб Фітцсіммонс.

#### Бій з Семом Ленгфорд
26 квітня 1906 року зустрітися на рингу з молодим і невеликим, але небезпечним великоваговиком Семом Ленгфордом. На той момент 28-річний Джонсон наближався до піку своєї кар'єри і був на  13 см вище і на півтора десятка кілограмів важче свого 20-річного суперника. Матч закінчився переконливою перемогою Джонсона, який послав Ленгфорда в середині поєдинку в нокдаун. Сам Ленгфорд потім говорив, що це був єдиний раз за його кар'єру, коли він був по-справжньому серйозно побитий.

#### Чемпіонський бій з Томі Бернсом

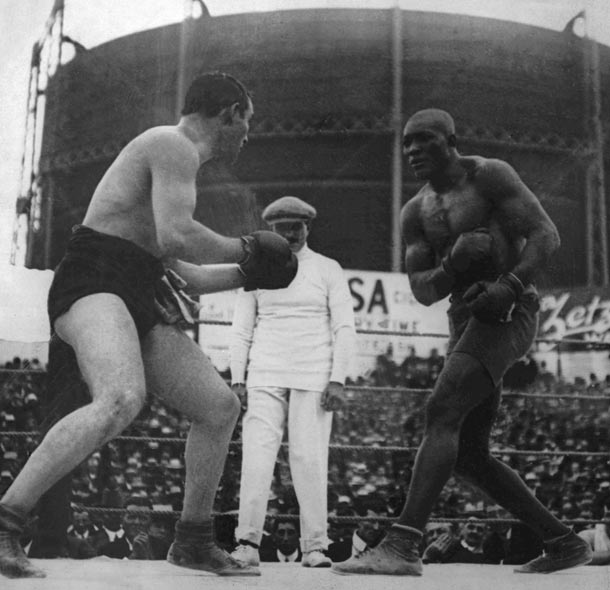
Джек Джонсон проти Томмі Бернса

Як би не хотілося «Артурчику» відібрати у Томмі Бернса його титул, в Америці чорношкірому боксеру доводилося нелегко. Досвідчений менеджер Джонсона Сем Фитцпатрик бачив тільки одну можливість у Джека — організувати зустріч з Томмі поза Америкою, за її межами. Така можливість могла надатися під час одного з турів чемпіона.
Сам же Томмі Бернс не надто прагнув зустрітися з «Гігантом з Галвестона», знаючи, що той перевершує його в вазі та й на 14,5 см вище. У результаті Томмі Бернс прийняв запрошення зустрітися з Джеком Джонсоном, якщо його клопоти компенсуються матеріально, збиток на витрати часу і сил він оцінив в 6 000 фунтів або 30 000 доларів. Тоді це була нечувана сума грошей, яку ще жоден боксер не отримував за поєдинок. Томмі Бернс назвавши її, був абсолютно впевнений, що від нього відстануть. Яке ж було його потрясіння коли, з'явився заповзятливий бізнесмен, який обожнює бокс — Хуго Макінтош. Він був готовий задовольнити бажання чемпіона. Хуго Макінтош не надавав жодного значення расовим забобонам, для нього були важливіші шанси прибутку, він був людиною справи. Звичайно, розраховуючи на хороший кус, бізнесмен не прогадав.
26 грудня 1908 року на новому стадіоні, тільки побудованому в Сіднеї, Томмі Бернс вийшов в квадрат рингу, а в протилежному кутку його вже чекав Джонсон.
Кілька раундів знадобилося темношкірому боксеру, щоб все обличчя Томмі Бернса залила кров. Джонсон не ставив перед собою за мету швидко покремсати противника, навпаки він систематично переводив чинного чемпіона, на додачу до всього коментуючи привселюдно все, що відбувається на рингу. Бій був очевидно нерівним і глядачі стали вимагати зупинки такого знущання, але рефері не поспішав втрутитися. Тільки до 14 раунду, після того як Томмі Бернс не встиг піднятися, як знову опинився під градом ударів афро-американця, втрутилася поліція і припинила поєдинок.
Джек Артур Джонсон став першим темношкірим володарем найпрестижнішої в світі нагороди в найпрестижнішій ваговій категорії. Багатьом американцям це не давало спокою.
Але Джек весь наступний рік доводить своє право на володіння цією нагородою, виходить переможцем з усіх запропонованих йому поєдинків. У світі боксу стали судорожно шукати того, хто зміг би збути пиху з вічно усміхненого своєю дратівливо життєрадісною зухвалою посмішкою негра.

#### Бій з Джеймсом Джеффріс

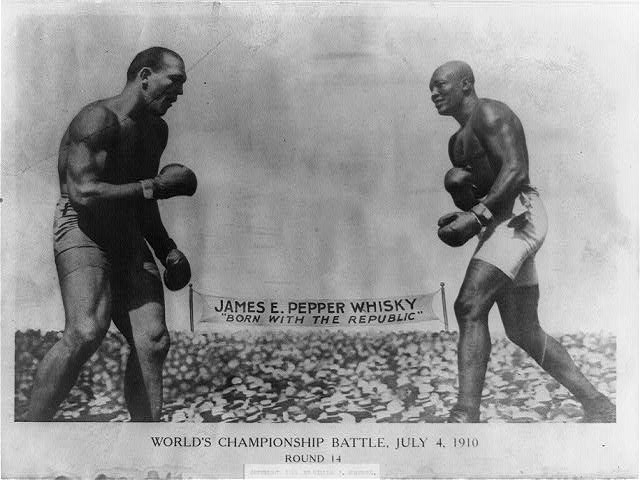
14-й раунд бою Джонсон-Джеффріс.

Ажіотаж навколо цього бою був дуже великий — було продано 15 760 квитків. Винагорода Джонсона склала немислиму на той час суму — 120000 доларів (Джеффріс отримав 90000 доларів). Цей бій знімався на кіноплівку, і значна частина доходів організаторів бою, включаючи вже відомого нам Тексу Рікарда, була отримана від продажу права на кінозйомку. Однак надія не справдилася. Увага багатьох була звернута на іншого героя рингу Джима Джеффріса. Але і цей чемпіон, що вже розгубив свою силу і вправність, 5 років не був у квадраті рингу і навіть не тренувався, в поєдинку вперше побував в нокдауні, а в 15 раунді бій був зупинений — Джонсон знову святкував перемогу. Обов'язки рефері в цьому поєдинку виконував Текс Рікард.
Джонсон сповна компенсував своє приниження через колір шкіри — кожен раз, проводячи комбінацію ударів, він голосно і ввічливо звертався до суперника: «Я щиро сподіваюся, Джефф, що не зробив тобі боляче». Відразу ж після поєдинку з багатьох штатах прокотилися негритянські погроми, расисти лінчували 11 осіб, а фільм, знятий під час бою, був заборонений до показу владою більшості штатів. Найбільш справедливо оцінив результат бою сам Джеффріс. В інтерв'ю на наступний день після поєдинку він сказав буквально таке: «Як я не старався, за весь бій мені так і не вдалося влучити по Джеку. Якби бій тривав тисячу років, я б все одно не дістав його».

#### Бій з Джессом Віллардом
5 квітня 1915 року в Гавані Джонсон зустрівся з Джессом Віллардом. Джонсон мав перевагу на початку бою, але до 20 раунду сили почали залишати 37-річного боксера, і в 26 раунді, пропустивши правий аперкот, він опинився в нокауті.
Існує поширена думка, що Джонсон «ліг» під Вілларда, щоб не сидіти в тюрмі. Пізніше Джек нібито зізнався в тому, що імітував нокаут. Як доказ Джек показав фотографію, де, лежачи на помості, прикриває рукою очі від яскравого кубинського сонця. Невгамовний пропагандист боксу НЕТ Флейшер багато років по тому отримав від Джека Джонсона письмове зізнання, завірене за всіма правилами, що він «здав» бій Уілларду за додаткові 50000 доларів винагороди і згадане обіцянку амністії. Треба віддати належне шляхетності Флейшера: він так ніколи і не оприлюднив визнання Джонсона, заявивши, що придбав цей документ лише з тією метою, щоб він не потрапив в руки якомусь менш делікатному в питаннях честі журналісту. Таким чином, до сих пір цього визнання ніхто не бачив, а Флейшер помер в 1972 році і забрав цю таємницю з собою в могилу. Уже після смерті Флейшера деякі з його соратників розповідали, що сам Флейшер підозрював Джонсона в тому, що той просто придумав історію про здачу бою, щоб продати лист-зізнання і заробити на цьому, а також реабілітувати себе за поразку. Існує кіноплівка із записом цього бою, неупереджене свідчення того, що Джек Джонсон явно лідирував протягом 20 раундів, але потім раптом почав проявляти ознаки наростаючої втоми і в підсумку пропустив сильний удар суперника правою, який і поставив крапку в поєдинку. Якби Джек Джонсон дійсно хотів здати бій, навряд чи б він став боксувати цілих 26 раундів. Крім того, дослідники історії боксу виявили звіт про цей бій, написаний оглядачем Ассошіейтед Прес відразу ж після його закінчення, в якому журналіст з неприхованим здивуванням пише про те, як Джонсон, до того нерухомо лежав на підлозі рингу, жваво скочив на ноги, як тільки рефері вимовив «десять». Але навряд чи вже коли-небудь вдасться дізнатися, як все було насправді.
Джонсон залишився рингу до останніх днів свого життя і завжди із задоволенням виходив на бій, все з тією ж так дратівливою для багатьох посмішкою, поки не розбився в автокатастрофі, яка сталася 10 червня 1946 року.

## Стиль і тактика ведення поєдинків

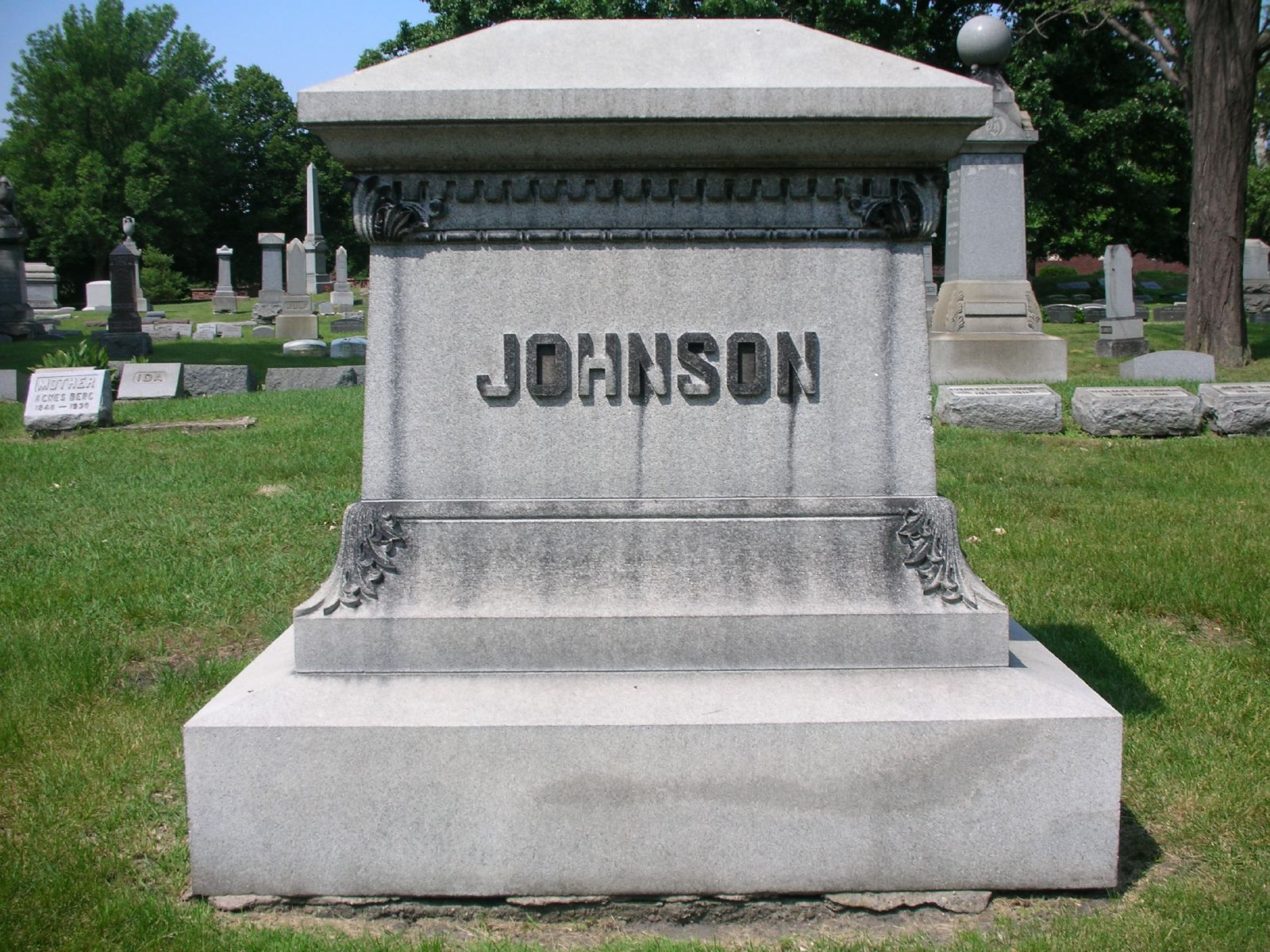
Могила Джека Джонсона

Доленосний для Америки боксер, Джек Артур Джонсон мав величезний технічний потенціал і найпотужніші за своєю сили удари.
Він зробив великий внесок в бокс, а також розробив тактику ведення бою на рингу. Завдяки йому бокс стали порівнювати з мистецтвом. Джонсон — автор ідеї попередньої розробки комбінаційних дій і вмілого маневрування в квадраті рингу для створення хороших умов для успішного їх проведення.

## Особисте життя
У Джека Джонсона, крім боксу, було ще два захоплення: він любив білих жінок і швидку їзду на хороших автомобілях. Джек був одружений 4 рази, причому виключно на білих жінках.

## Смерть
Джек помер в автомобільній катастрофі 10 червня 1946 р. в штаті Північна Кароліна у віці 68 років. Його автомобіль не вписався в поворот і врізався в телеграфний стовп. У лікарні Джек прожив ще добу. До самої смерті він зберіг свою незвичайну посмішку, за яку його так не любив Джек Лондон.